# 黑胸文鸟
黑胸文鸟（学名：Lonchura teerinki），是梅花雀科文鸟属的一种，分布于印度尼西亚和巴布亚新几内亚。该物种的保护状况被评为无危。
黑胸文鸟的栖息地包括亚热带或热带的高海拔草原、亚热带或热带的（低地）干草原、耕地和亚热带或热带的（低地）干燥疏灌丛。